# Fort Myers
Fort Myers är en stad i Lee County i södra USA. Den ligger på Floridas västkust vid floden Caloosahatchee River.